# 1668
| 1668                   |
| ---------------------- |
| Dødsfald - Fødsler     |
| • Begivenheder • Musik |

| Gregoriansk kalender | 1668 MDCLXVIII          |
| Ab urbe condita      | 2421                    |
| Armensk kalender     | 1117 ԹՎ ՌՃԺԷ            |
| Kinesiske kalender   | 4364 – 4365 丁未 – 戊申 |
| Etiopisk kalender    | 1660 – 1661             |
| Jødisk kalender      | 5428 – 5429             |
| Hindukalendere       |                         |
| - Vikram Samvat      | 1723 – 1724             |
| - Shaka Samvat       | 1590 – 1591             |
| - Kali Yuga          | 4769 – 4770             |
| Iransk kalender      | 1046 – 1047             |
| Islamisk kalender    | 1079 – 1080             |

Konge i Danmark: Frederik 3. 1648-1670
Se også 1668 (tal)

## Begivenheder

### Udateret
- Aachen-traktaten afslutter Devolutionskrigen: Frankrig indlemmer Lille men returnerer Franche-Comté til Spanien efter en kort besættelse.
- Første opsætning af Molières komedie Tartuffe.
- Lund universitet indvies

### April
- 13. april - John Dryden bliver udnævnt til første Poet laureate

### Februar
- 13. februar – Spanien underskriver en traktat, der anerkender Portugals selvstændighed.

## Født
- Torkel Baden  dansk rektor (død 1732)